# Eldorado (Electric Light Orchestra-album)
Eldorado - A Symphony by the Electric Light Orchestra är ett musikalbum av Electric Light Orchestra. Albumet var gruppens fjärde studioalbum och deras första konceptalbum. Albumets tema kretsar kring en man som fantiserar sig bort från verkligheten. Kändaste låten från albumet är "Can't Get It Out Of My Head" som nådde placering #9 på Billboards singellista. Även "Boy Blue" släpptes som singel men gjorde ingen framgång som sådan. Skivomslaget, en stillbild från filmen Trollkarlen från Oz designades av Sharon Arden. Även musiken är delvis inspirerad av filmen. Exempelvis spelas en melodislinga från sången Over the Rainbow emellanåt.

## Låtlista
(alla låtar skrivna av Jeff Lynne)
Sida A:
1. "Eldorado Overture"
2. "Can't Get It Out of My Head"
3. "Boy Blue"
4. "Laredo Tornado"
5. "Poor Boy (The Greenwood)"

Sida B:
1. "Mister Kingdom"
2. "Nobody's Child"
3. "Illusions in G Minor"
4. "Eldorado"
5. "Eldorado Finale"

## Listplaceringar
| Lista (1974)  | Position               |
| ------------- | ---------------------- |
| Australien    | 40 (Kent Music Report) |
| Finland       | 18                     |
| Kanada        | 7 (RPM)                |
| Nederländerna | 4                      |
| Nya Zeeland   | 30                     |
| USA           | 16 (Billboard 200)     |